# Assessoria de comunicação
Assessoria de Comunicação (também denominada pela sua abreviação, Ascom) é uma atividade de Comunicação Social que estabelece uma ligação entre uma entidade (indivíduo ou instituição) e o público (a sociedade exposta à mídia). Em outras palavras, Assessoria de Comunicação é administração de informação.
As atividades de Assessoria de Comunicação Social são geralmente subdivididas em quatro:
1. Assessoria de Imprensa;
2. Publicidade & Propaganda;
3. Relações Públicas;
4. Mídias Digitais (já existem cursos voltados especificamente para essa área intermediária de Relações Públicas e Publicidade).

Os potenciais clientes das Assessorias de Comunicação podem ser empresas privadas, estatais, autarquias, governos, partidos, sindicatos, clubes, ONGs, ou indivíduos, entre outros.
Há ainda outras atividades relacionadas a Assessoria de Comunicação que, no entanto, não devem ser confundidas por terem outras especificidades: Marketing, Endomarketing, Webmarketing, Marketing de Permissão, Comunicação Interna, Comunicação Empresarial, Jornalismo Empresarial, Pesquisa de Mercado, Auditoria de Imagem, Marketing cultural, político, educacional, esportivo, rural, de responsabilidade social e Lobby.

## Estrutura da Assessoria de Comunicação
A Assessoria de Comunicação engloba as três subdivisões (Assessoria de Imprensa, Publicidade & Propaganda e Relações Públicas) e se submete à autoridade da diretoria institucional ou do cliente que a contratou.

## Organização da Assessoria de Comunicação

### Política de Comunicação Social
As diretrizes gerais da Política de Comunicação Social são estabelecidas pelo centro diretivo do assessorado (ou seja, pela diretoria da empresa, pelo conselho diretor, pela presidência de um instituto, etc.). Nela devem estar contidos princípios amplos porém claros sobre os objetivos a serem perseguidos pelas atividades da Assessoria de Comunicação.
- Confiança→ necessidade de demonstrar a utilidade e os benefícios das atividades do assessorado, fazendo com que ele seja uma fonte de informação confiável;
- Legitimidade→ constitui-se no respeito às instituições nacionais e à ordem política vigente, de modo que as atividades do assessorado sejam apresentadas e vistas alinhadas aos objetivos nacionais e, principalmente, que sejam consideradas positivas para a sociedade e jamais sofram suspeitas de serem danosas ou ilícitas;
- Responsabilidade Social→ por meio de identificação do assessorado com o interesse público através do desempenho de sua função social;
- Verdade→ a convicção de que os produtos de Comunicação se sustentam na ética do assessorado em todos os seus ramos de atividade.

O caso do Inmetro e os testes exibidos pelo programa Fantástico, da Rede Globo de televisão, é um caso de relação entre assessoria de entidade privada e assessoria de órgão oficial.

### Plano de Comunicação Social
O Plano de Comunicação Social é um documento escrito que tem o objetivo e a função de estruturar concretamente as principais ideias e programações para todas as atividades futuras da Assessoria de Imprensa. Esse plano se constitui numa resposta às necessidades do assessorado com as atitudes que corriqueiramente deverão ser implantadas e decorre do Planejamento estratégico de comunicação. O Plano tem três funções relevantes:
1. avaliar as atividades de Comunicação na teia midiática nos seus aspectos técnico, mercadológico, organizacional, financeiro e jurídico;
2. avaliar a evolução das atividades ao longo de sua implantação, possibilitando alternativas de correção;
3. programar as ações comunicacionais a serem desenvolvidas pela organização.

A elaboração do Plano de Comunicação Social é responsabilidade da Assessoria de Comunicação.

### Planejamento de Comunicação Social
O Planejamento de Comunicação Social é a elaboração, por etapas,com bases técnicas, de planos e programas comunicacionais com objetivos definidos envolvendo os seguintes aspectos:
- sazonalidade;
- efeitos da economia;
- controles legais e governamentais;
- presença ou ausência de monopólios;
- fatores de retração ou estagnação no contexto social e econômico (histórico).

A elaboração do Planejamento de Comunicação Social é responsabilidade da Assessoria de Comunicação.
O Planejamento é dividido em quatro etapas:
- Análise (conhecimento pelo assessor das particularidades do assessorado e do contexto);
- Adaptação (ajusta as previsões do plano a realidade);
- Ativação;
- Avaliação.

Análise é o momento de verificar possíveis falhas e problemas da informação e seu tratamento no contexto comunicativo. A Adaptação é o momento em que se utiliza o que foi obtido na análise para ajustar à realidade detectada as projeções de ação do Plano de Comunicação Social, verificando particularidades do Plano. Ativação coloca em prática as diversas etapas das propostas e determinações do Planejamento, em seqüência ou ao mesmo tempo, criando e/ou modificando produtos comunicacionais — é botar a banda na rua. Avaliação é um estudo de resultados e tentativa de previsão de conseqüências a médio e longo prazo dos produtos utilizados na ativação, buscando constatar se foram ou não adequados aos objetivos propostos.

### Estratégias de Comunicação Social
As Estratégias são ações adotadas ordinariamente ou extraordinariamente, baseadas nas conclusões do Planejamento e nas proposições do Plano, para a construção dos produtos midiáticos que atendam às necessidades do assessorado. Estratégia é escolher realmente o que fazer, como fazer e quando fazer.
A elaboração das Estratégias de Comunicação Social e sua implementação é responsabilidade das subdivisões Relações Públicas, Assessoria de Imprensa, Publicidade & Propaganda ou Produção em Comunicação e Cultura. Os profissionais destas áreas é que vão lidar direta e cotidianamente com as atividades de assessoria.
Fatores de Implementação: (aspectos a considerar para colocar o Planejamento em prática)
1. conhecimento do ramo;
2. rastreamento do ambiente de concorrência;
3. rastreamento do mercado consumidor;
4. rastreamento do mercado fornecedor;
5. definição dos produtos de Comunicação;
6. análise do "meio ambiente" no qual o assessorado está inserido;
7. busca dos princípios de Marketing;
8. detalhamento do processo operacional dos produtos de Comunicação;
9. projeção dos resultados dos produtos de Comunicação;
10. projeção das vinculações pessoais quanto aos produtos de Comunicação;
11. análise financeira dos produtos de Comunicação.

## Subdivisões

### Relações Públicas
O profissional de Relações Públicas é responsável pelo relacionamento da instituição/personalidade privada ou pública para com seus públicos.
Entende-se como público o grupo de pessoas que interfere diretamente nas atividades desta instituição, podendo ser: funcionários, clientes, fornecedores, comunidade, governo, imprensa, entidades de classe, dados como exemplo.
Existem inúmeras ferramentas utilizadas por estes profissionais para que alcancem o equilíbrio entre estes relacionamentos, exemplos:
- Funcionários ou público interno: jornal mural, intranet, boletins, jornal impresso, eventos de confraternização, canal de tv ou rádio;
- Clientes: Email marketing, mala direta, newsletter, informativos, convenções, portas abertas;
- Imprensa: Press Kit, release, mídia tour, coletiva.

O mais importante para definir quais destas ferramentas serão as mais assertivas é o levamento de pesquisas por meio de uma metologia adequada, um diagnóstico preciso, e um programa com estratégias e ações integradas entre as demais áreas da comunicação: jornalismo, publicidade e propaganda e marketing.
O profissional de Relações Públicas possui registro no CONFERP pois estuda quatro anos para aprender planejar, elaborar, aplicar e avaliar estes processos de forma adequada e coesa.

### Assessoria de Imprensa
A Assessoria de Imprensa trabalha com informação jornalística, lidando com jornalistas, preparando press-releases (comunicados de imprensa) e procurando controlar (aumentar ou restringir) o fluxo de informação que é veiculado na mídia sobre o assessorado.

### Publicidade & Propaganda
Publicidade & Propaganda – campanha publicitária, comercial, anúncios, outdoors.
Publicidade & Propaganda – comercialização de serviços públicos.

## Controle e Fluxo de Informação
Uma das tarefas do profissional desta área é controlar o fluxo de informação veiculado sobre o assessorado (não só na mídia, mas por exemplo em boatos).
A implementação das atividades da Assessoria de Imprensa ou da Assessoria de Comunicação Social dentro do sistema integrado de Comunicação Social envolve a busca das informações relevantes junto às diversas fontes de insumo (captação de informação): governos, sindicatos, empresas, empregados, comunidade e mercado. Estes insumos serão processados conforme as regras estabelecidas no Planejamento-Plano-Estratégia de modo a se conseguir o seguinte:
1. evitar a dispersão de meios e esforços;
2. possibilitar uma visão geral e integral dos problemas e a viabilização das possíveis soluções;
3. pormenorizar as vantagens, estabelecidas pelos objetivos do público a que se deseja atingir;
4. evitar improvisações;
5. definir metas e responsabilidades;
6. possibilitar a flexibilização e a ação integrada de diversos setores;
7. estabelecer uma unidade de discurso nas mensagens.

## Logística de Comunicação
Logística de Comunicação, vinculada às atividades de Assessoria de Imprensa ou de Assessoria de Comunicação Social, é uma atividade de estrutura lógico-formal que contempla as características do assessorado, as particularidades do contexto em que o mesmo está inserido e as particularidades da teia midiática para que se construa um fluxo permanente de informação quer atenda a objetivos previamente estabelecidos.